# 萨穆埃莱·切卡雷利
萨穆埃莱·切卡雷利（義大利語：Samuele Ceccarelli，2000年1月9日—），意大利男子田径运动员。他曾代表意大利参加2023年欧洲运动会田径比赛，获得男子100米金牌和男子4×100米接力银牌。